# Пицолано (Салерно)
Пицолано је насеље у Италији у округу Салерно, региону Кампанија.
Према процени из 2011. у насељу је живело 561 становника. Насеље се налази на надморској висини од 219 м.